# Abdelfattah El Khattari
Abdelfattah El Khattari (3 marzo 1977) è un ex calciatore marocchino, di ruolo attaccante.

## Carriera

### Club
Ha cominciato la propria carriera in Marocco, proseguendola in Bahrein.

### Nazionale
Con la Nazionale marocchina ha partecipato alle Olimpiadi del 2000.